# Cristina Mel
Maria Cristina Mel de Almeida Costa (Rio de Janeiro, 10 de março de 1964) é uma cantora brasileira de música cristã contemporânea. Foi indicada ao Grammy Latino quatro vezes e é dezesseis vezes vencedora e recordista de indicações e premiações no Troféu Talento.

## Biografia
A cantora é formada em letras, cursou inglês e espanhol, mas teve uma adolescência conturbada, por causa de problemas familiares. Aos quinze anos tentou o suicídio.
Mas foi aos dezesseis anos que a cantora se converteu ao cristianismo, se tornando evangélica. A partir daí, começou a cantar no coral da Igreja Batista de Tauá, no Rio. Passando-se um tempo, Natan Brito, o vocalista do grupo Banda e Voz e Isaías Costa, do grupo Shaddai descobriram a cantora e enviaram uma fita de demonstração para uma gravadora que lançou seu primeiro LP, intitulado Tá Decidido. A primeira apresentação da cantora foi em Belém, no Pará. Desde 1992 até 2005 lançou mais de 20 álbuns, além de ter passado por diversas gravadoras.
No dia 4 de julho de 2005, assinou novamente um contrato com a Line Records e nesse mesmo ano a cantora lançou o álbum ao vivo As Canções da Minha Vida - 15 anos ao vivo, em comemoração aos 15 anos de carreira. Trouxe participações de Soraya Moraes, Marcelo Nascimento e Kades Singers. O álbum foi indicado ao Grammy Latino.
No ano de 2006, ela foi a primeira cantora brasileira a ser autorizada para fazer um projeto em parceria com Os Vegetais, um projeto de destaque nos EUA, lançando o projeto em CD e DVD (2006)
No ano seguinte, Cristina lança o "Alcanzar Tu Corazón" que conta com 11 faixas em espanhol e 2 em inglês, todas elas regravações dos maiores sucessos da cantora com novos arranjos, com a produção de Wagner Carvalho novamente o álbum chama atenção pelos arranjos bem produzidos e a interpretação de Cristina em cada canção.
Em 5 de setembro de 2008, a cantora voltou para a MK Music e nos anos seguintes lançou, Ame Mesmo Assim (2009), Clube da Cristina Mel (2010) que ganhou versão em DVD no mesmo ano e DVD Karaokê no ano seguinte. No mesmo ano, também lançou Som do Amor (2011) produzido por Paulo César Baruk e Emerson Pinheiro. O álbum trouxe uma homenagem à falecida cantora Denise Cerqueira com a regravação da música "Jerusalém e Eu".No segundo semestre de 2013, a cantora lançou novo trabalho intitulado Eu Respiro Adoração, pela gravadora MK Music., com produção de Rogério Vieira. Em julho de 2014, foi anunciada sua saída da gravadora MK Music, pelo desinteresse do selo em distribuir seus álbuns infantis.
Em 4 de agosto de 2014, fechou contrato com a Sony Music, lançando Fazendo a Diferença, em CD e DVD, contando com a participação de sua filha Isabela Mel. Em 21 de maio de 2019, após cinco anos, desde o último disco pela Mk Music, Cristina Mel, lança nas plataformas digitais o álbum intitulado: "Rompendo o Silêncio".
Em fevereiro de 2020, Cristina anuncia seu novo projeto, sendo um álbum com 11 faixas inéditas em comemoração aos seus 30 anos de carreira. Durante os anos de 2020, 2021,2022 e 2023, Cristina lançou diversos singles desse projeto e em dezembro de 2023 lançou o álbum completo intitulado "Olhe Para Cruz" com participações de Leandro Borges e Eyshila. Em maio de 2024 Cristina encerra encerra seu contrato com a Deep Music.

## Vida pessoal
É casada com o dentista Isaías Costa, e possui uma filha, Isabella Mel. Cristina é filha da Sra. Marli e Sr. Elmiro e seus irmãos são Paulo, Eliane, Elaine, Gleice e Claudia.[carece de fontes?]
Em 6 de janeiro de 2012, a mãe da cantora faleceu, após uma cirurgia de Diverticulite. Já seu pai faleceu em 6 de agosto de 2014.
Em 2011, participou da apresentação do Troféu Promessas.
Se Candidatou à Deputada Federal pelo União Brasil em 2022. E em 2023 se filiou ao Partido Liberal.

## Discografia
- 1990: Tá Decidido
- 1992: Pra Sempre
- 1993: Mil Horizontes
- 1994: Refúgio de Amor
- 1995: Mel
- 1996: Gratidão
- 1996: Dê Carinho
- 1998: Presente de Deus
- 1998: Um Toque de Amor
- 1999: Tem Coisas que a Gente não Esquece
- 2000: Sempre Te Amei
- 2001: Tudo por Você
- 2002: Você é um Vencedor
- 2003: Eternamente
- 2005: Recomeçar
- 2005: As Canções da Minha Vida: 15 Anos Ao Vivo
- 2006: Um Novo Tempo
- 2009: Ame Mesmo Assim
- 2011: Som do Amor
- 2013: Eu Respiro Adoração
- 2019: Rompendo o Silêncio
- 2023: Olhe Para a Cruz

### Álbuns infantis
- 1999: Amiguinhos do Coração
- 2000: www.conto.com.você
- 2001: Mania de Ser Feliz
- 2002: 4 Kids
- 2003: Por Um Mundo Melhor
- 2004: Tempo de Ser Criança
- 2006: Cristina Mel e Os Vegetais
- 2009: Turminha da Cristina Mel
- 2010: Clube da Cristina Mel
- 2012: Clube da Cristina Mel 2
- 2014: Turminha da Cristina Mel: Fazendo a Diferença
- 2017: Turminha da Cristina Mel: Para Brincar e Aprender

### Álbuns internacionais
| Ano de Lançamento | Título                                 | Gravadora    |
| 1997              | De Cariño                              | MK Publicitá |
| 2002              | Levanta-te Jerusalém (com Paul Wilbur) | Hosanna!     |
| 2007              | Alcanzar Tu Corazón                    | Line Records |

### Coletâneas
| Ano de Lançamento | Título                                      | Gravadora    |
| 1998              | Momentos                                    | Bompastor    |
| 1998              | Com Muito Amor                              | Bompastor    |
| 1998              | Que Eu Possa Sempre Te Louvar               | Bompastor    |
| 2000              | Minha História                              | Bompastor    |
| 2001              | Companheiras de louvor - Vol.2              | Bompastor    |
| 2002              | Companheiras de louvor - Vol.4              | Bompastor    |
| 2002              | Coleção 2 CDs em 1 (com Marina de Oliveira) | MK Music     |
| 2003              | Seleção de Ouro                             | Line Records |
| 2004              | Seleção de Ouro - Volume 2                  | Line Records |
| 2007              | Simplesmente Mel                            | Clevan Music |
| 2008              | Seleção de Ouro - Volume 3                  | Line Records |
| 2008              | Som Gospel                                  | MK Music     |
| 2009              | Grandes Sucessos: Segurança                 | Sony Music   |
| 2011              | As Melhores de Cristina Mel                 | Line Records |
| 2016              | Com Todo Coração                            | Officer Line |

## Videografia

### DVD
| Ano de Lançamento | Título                                         | Gravadora    |
| 2004              | Tempo de Ser Criança                           | Clevan Music |
| 2005              | As Canções da Minha Vida: 15 Anos (Ao Vivo)    | Line Records |
| 2006              | Cristina Mel e Os Vegetais (Ao Vivo)           | Line Records |
| 2010              | Dê Carinho Ao Vivo (Relançamento)              | MK Music     |
| 2010              | Clube da Cristina Mel                          | MK Music     |
| 2011              | Karaokê - Clube da Cristina Mel                | MK Music     |
| 2015              | Turminha da Cristina Mel - Fazendo a Diferença | Sony Music   |

### VHS
| Ano de Lançamento | Título             | Gravadora    |
| 1997              | Dê Carinho         | MK Publicitá |
| 2000              | www.conto.com.você | Line Records |

### Clipes
| Ano de Lançamento | Título                                               | Gravadora     |
| 1991              | Minha História                                       | Bompastor     |
| 1991              | Meu Rei                                              | Bompastor     |
| 1991              | Cristo Cura                                          | Bompastor     |
| 1992              | Já Chega de Chorar                                   | Bompastor     |
| 1996              | Gratidão                                             | Bompastor     |
| 1996              | Como Eu Poderia Esquecer                             | MK Music      |
| 1996              | Estrela da Manhã (feat. Marina de Oliveira)          | MK Music      |
| 1996              | Se Você Quer Ser Feliz (feat. Marina de Oliveira)    | MK Music      |
| 1997              | Ao Amigo Distante                                    | MK Music      |
| 1998              | Nome Maravilhoso                                     | MK Music      |
| 1998              | Me Levantou Jesus                                    | Line Records  |
| 1999              | Canção da Abelhinha                                  | Line Records  |
| 1999              | Pula Corda                                           | Line Records  |
| 1999              | Tem Coisas Que A Gente Não Esquece                   | Line Records  |
| 1999              | Muda o Meu Coração                                   | Line Records  |
| 2001              | Meu Bambolê                                          | Franc Records |
| 2001              | É Tempo de Ser Feliz                                 | Franc Records |
| 2007              | Hay Un Ángel de Dios                                 | Line Records  |
| 2007              | Sou Diferente                                        | Line Records  |
| 2009              | Miriam                                               | Line Records  |
| 2009              | Sol da Praia                                         | Line Records  |
| 2009              | Milagres                                             | MK Music      |
| 2009              | Maria Saibas Que (feat. Marcus Salles)               | MK Music      |
| 2009              | Conquistando o Impossível (feat. cast MK Music 2009) | MK Music      |
| 2011              | Som do Amor                                          | MK Music      |
| 2012              | De Onde Eu Descansar                                 | MK Music      |
| 2013              | Movimenta As Águas                                   | MK Music      |
| 2015              | De Tarde (Acústico)                                  | Sony Music    |
| 2015              | Transformar (Acústico)                               | Sony Music    |
| 2015              | Alcançar Teu Coração (Sony Music Live)               | Sony Music    |
| 2015              | Meu Lar (Sony Music Live)                            | Sony Music    |
| 2015              | Nome Maravilhoso (Sony Music Live)                   | Sony Music    |
| 2017              | Tua Graça (feat. Priscilla Alcantara)                | Sony Music    |
| 2018              | Rompendo o Silêncio                                  | Sony Music    |
| 2019              | O Amor de Deus (feat. Lito Atalaia)                  | Sony Music    |
| 2019              | Noite de Paz (feat. Jeanne Mascarenhas)              | Cristina Mel  |
| 2020              | Aguenta                                              | Deep Music    |
| 2021              | Referêcia (feat. Leandro Borges)                     | Deep Music    |
| 2021              | Você Não Pode Desistir                               | Deep Music    |
| 2021              | Levanta                                              | Deep Music    |
| 2022              | Nada                                                 | Deep Music    |
| 2023              | Avance                                               | Deep Music    |
| 2024              | Olhe Para a Cruz                                     | Deep Music    |
| 2024              | Tudo O Que Tenho                                     | Deep Music    |
| 2024              | Lembra                                               | Deep Music    |
| 2024              | Emanuel                                              | Deep Music    |
| 2024              | Me Levantou Jesus (feat. Chélly Medeiros)            | Conexão ide   |
| 2024              | Equilibrio (feat. Eyshila)                           | Deep Music    |

### Dublagens em Filmes
| Ano de Lançamento | Título                          | Produtora                                                |
| 2006              | Os Vegetais: Um Conto de Páscoa | Big Idea Entertainment Paramount Pictures (distribuição) |
| 2017              | A Estrela de Belém              | Sony Pictures                                            |

## Projetos especiais
| Ano de Lançamento | Título                                                                 | Gravadora    |
| ----------------- | ---------------------------------------------------------------------- | ------------ |
| 1996              | Pra valer (com Marina de Oliveira)                                     | MK Music     |
| 1997              | Amo Você Vol.3 ("Deus Uniu" feat. Sérgio Lopes)                        | MK Music     |
| 1997              | Colores Del Amor ("Al Amigo Distante" feat. Voices)                    | MK Music     |
| 1998              | Amo Você Vol.4 ("Flores do Amor")                                      | MK Music     |
| 1999              | Amo Você Vol.5 ("Presente de Deus")                                    | MK Music     |
| 2004              | Eu Te Amo, Vol. 2 ("Juntos" feat. Sérgio Saas)                         | Line Records |
| 2009              | Amo Você Vol.15 ("Imagine")                                            | MK Music     |
| 2009              | Geração de Adoradores Vol. 3 ("Milagres" e "Como Eu Poderia Esquecer") | MK Music     |
| 2010              | Mãeeuteamo.com Vol.2 ("Milagre de Amor")                               | MK Music     |
| 2010              | Amo Você Vol.16 ("Rios Fortes")                                        | MK Music     |
| 2010              | Geração de Adoradores Vol. 4 ("Mestre" e "Ame Mesmo Assim")            | MK Music     |
| 2011              | Amo Você Vol.17 ("Tudo Que Sonhei ")                                   | MK Music     |
| 2011              | Geração de Adoradores Vol. 5 ("Milagres" e "Força de Deus")            | MK Music     |
| 2012              | Mãeeuteamo.com Vol.3 ("Presente Que Deus Enviou")                      | MK Music     |
| 2012              | Amo Você Vol.18 ("Dia Feliz")                                          | MK Music     |
| 2013              | Mãeeuteamo.com Vol.4 ("Colo de Deus")                                  | MK Music     |
| 2013              | Amo Você Vol.19 ("Foi Deus Quem Fez Você Pra Mim")                     | MK Music     |
| 2013              | Pai, Você é Dez ("O Prêmio é Meu")                                     | MK Music     |
| 2015              | Sony Music Live                                                        | Sony Music   |
| 2017              | Na Casa da Mel                                                         | Cristina Mel |
| 2019              | Live Session Inesquecível                                              | Cristina Mel |
| 2021              | Histórias de Pijamas                                                   | Cristina Mel |
| 2023              | Covers Acústico                                                        | Cristina Mel |

## Premiações

### Troféu Talento[6]
| Ano  | Categoria                  | Venceu                      |
| 1996 | Melhor Intérprete Feminino | Cristina Mel                |
| 1997 | Melhor Cantora             | Cristina Mel                |
| 1997 | Melhor Intérprete Feminino | Cristina Mel                |
| 1998 | Melhor Intérprete Feminino | Cristina Mel                |
| 1999 | Melhor Intérprete Feminino | Cristina Mel                |
| 1999 | De Bem Com a Vida          | Cristina Mel                |
| 2000 | Melhor Intérprete Feminino | Cristina Mel                |
| 2000 | Clipe do Ano               | "Pula Corda"                |
| 2001 | Melhor CD Infantil         | WWW.Conto com você          |
| 2002 | Melhor CD Infantil         | Mania de Ser Feliz          |
| 2003 | Melhor CD Infantil         | 4 Kids                      |
| 2004 | Melhor Regravação          | "Autor da Minha Fé"         |
| 2004 | Melhor Coletânea           | Seleção de Ouro 2           |
| 2006 | Melhor Intérprete Feminino | Cristina Mel                |
| 2006 | Melhor Versão              | "Aleluia"                   |
| 2007 | Melhor CD Infantil         | Cristina Mel e os Vegetais♙ |

### Grammy Latino
| Ano  | Categoria                                 | Indicado                 |
| ---- | ----------------------------------------- | ------------------------ |
| 2001 | Melhor álbum cristão                      | Tudo por Você            |
| 2001 | Melhor álbum infantil latino              | Mania de Ser Feliz       |
| 2005 | Melhor álbum cristão em língua portuguesa | As Canções da Minha Vida |
| 2007 | Melhor álbum cristão em língua portuguesa | Um Novo Tempo            |